# Carolyn Steel
Carolyn Steel és una arquitecta, escriptora, investigadora i professora universitària anglesa que estudia la relació entre l'alimentació i el desenvolupament de les ciutats. El 2008 es va publicar el seu best-seller Hungry City: How Food Shapes Our Lives i, el 2020, Sitopia: How Food Can Save the World.

## Trajectòria
Steel es va graduar en Arquitectura a la Universitat de Cambridge el 1984. De 1995 a 1996 va ser alumna a la British School de Roma on va estudiar la història de la ciutat. Després dels seus estudis va començar a treballar com a arquitecta, fet que va compaginar amb la docència i l'escriptura. Ha impartit classes a la London School of Economics, a la Universitat de Cambridge i a la London Metropolitan University. El 1989 es va incorporar al despatx Kilburn Nightingale Architects, del que va ser-ne directora.
El 2008 va publicar el llibre Hungry City. Aquest llibre li va fer guanyar el premi Jerwood de la Royal Society of Literature de no-ficció. El llibre descriu, entre altres coses, com els fluxos d'aliments van entrar a Londres i com s'han desenvolupat al llarg del temps. Critica la manera actual de manipular els aliments i indica que les coses s'han de fer d'una altra manera. També afirma que el menjar barat no existeix. En l'últim capítol parla de l'ecociutat xinesa de Dongtan. El 2010 es va convertir en professora convidada a la Wageningen University & Research.